# Затмение

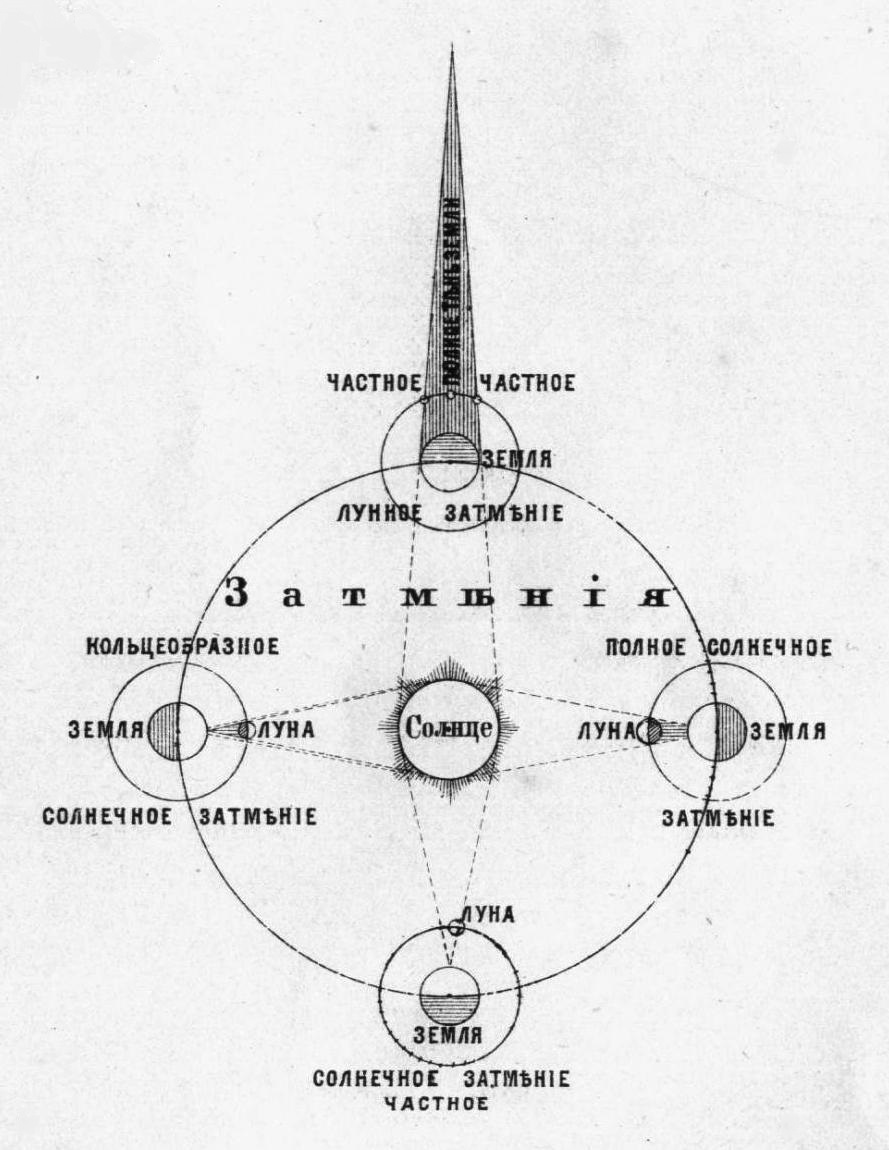
Схема из Географического атласа для гимназий (1898 год)

Затме́ние — астрономическая ситуация, при которой одно небесное тело заслоняет свет от другого небесного тела.
Наиболее известны лунные и солнечные затмения. Также существуют такие явления, как прохождения планет (Меркурия и Венеры) по диску Солнца.

## Лунное затмение

Схема лунного затмения

Лунное затмение наступает, когда Луна входит в конус тени, отбрасываемой Землёй. Диаметр пятна тени Земли на расстоянии 363 000 км (минимальное расстояние Луны от Земли) составляет около 2,5 диаметров Луны, поэтому Луна может быть затенена целиком.

## Солнечное затмение

Солнечное затмение в 1999 году во Франции

Солнечное затмение происходит, когда Луна попадает между наблюдателем и Солнцем, и загораживает его. Поскольку Луна перед затмением обращена к нам неосвещённой стороной, то перед затмением всегда бывает новолуние, то есть Луна не видна. Создаётся впечатление, что Солнце закрывается чёрным диском; наблюдающий с Земли видит это явление как солнечное затмение. Самое длительное солнечное затмение произошло 15 января 2010 года в Юго-Восточной Азии и длилось более 11 минут.

## Частота лунных и солнечных затмений
В настоящее время существуют математические модели, достаточно точно описывающие движение Луны, Земли и планет. С помощью компьютеров расположение любых наблюдаемых объектов на небе может быть вычислено с высокой точностью на тысячи лет в прошлое и в будущее. Но и до появления современных вычислительных средств и математических моделей учёные умели предсказывать солнечные и лунные затмения. По историческим сведениям, ближневосточные и китайские учёные ещё несколько тысяч лет назад делали это. Успешно предсказывали затмения и во времена античности.
Если бы орбита Луны лежала в плоскости эклиптики, каждый месяц (строго говоря — каждые 29,5 суток) на Земле наблюдалось бы одно лунное (в полнолуние) и одно солнечное (в новолуние) затмение. Но наклон лунной орбиты составляет около 5 градусов, поэтому для затмения необходимо, чтобы Луна во время новолуния или полнолуния проходила вблизи одного из узлов орбиты (то есть вблизи точки пересечения орбиты и эклиптики). Такие совпадения происходят нечасто, хотя и регулярно, что и является причиной сравнительной редкости затмений. Многолетние наблюдения и фиксирование затмений показали, что лунные и солнечные затмения происходят с циклом, длина которого составляет 6585,3 суток, или 18 лет, 11 дней и чуть менее 8 часов. Этот период называется сарос. За один сарос происходит 28 — 29 лунных и 41 — 43 солнечных затмения (из солнечных — 15 — 17 частных, 15 кольцеобразных и 13 полных). Вопреки широко распространённому заблуждению, в целом лунные затмения происходят реже солнечных. Однако лунное (полное или частное) затмение наблюдается на половине земного шара, частичное солнечное не более чем на четверти земного шара, полное солнечное — только в полосе не шире 250 км. Из-за того, что сарос не кратен суткам, полоса затмения в следующий период проходит не там, где она проходила в предыдущий. В результате в одной местности полные солнечные затмения действительно повторяются редко: в среднем один раз за триста лет. Именно поэтому наблюдатель, проживающий в одном месте, может видеть за свою жизнь множество лунных затмений и ни одного солнечного. Так, например, в Москве за исторический период зафиксировано пять полных солнечных затмений: 11 августа 1124 года (наблюдалось к юго-западу от Москвы), 20 марта 1140 года, 7 июня 1415 года, 25 февраля 1476 года и 19 августа 1887 года (наблюдалось к северу от Москвы), а следующее, продолжительностью 4 минуты, будет наблюдаться 16 октября 2126 года.
Сарос был известен ещё астрономам древнего Египта и Вавилона. Благодаря саросу древние астрономы достаточно точно предсказывали затмения, не имея ни чёткого представления о небесной механике, ни вычислительных устройств. Действительно, для того, чтобы предсказать дату и время затмения, достаточно иметь перечень последних происходивших затмений и прибавить к дате и времени каждого из них целое число саросов. Предсказание лунных затмений вообще не представляет сложности. С солнечными затмениями всё несколько сложнее, поскольку нужно учитывать, что при повторении затмения через сарос его полоса пройдёт в другом месте, и уметь рассчитывать это место. Для облегчения расчётов солнечных затмений древние учёные пользовались тройным саросом или экселигмосом — периодом, равным 19 755,9 суток, который существенно меньше расходится с целым числом суток.
Предсказания затмений по саросу дают приемлемую точность в пределах плюс-минус 300 лет, в более удалённые времена начинаются сбои, вызванные накоплением ошибок.

## Лунные узлы и их роль в солнечных и лунных затмениях
Лунные Узлы (Узлы Луны) — точки пересечения орбиты Луны с плоскостью эклиптики. Различают Северный и Южный лунный узел.
Солнечные и лунные затмения непосредственно связаны с лунными узлами и всегда происходят вблизи одного из узлов.
Полные солнечные и лунные затмения происходят, когда Луна находится наиболее близко к одному из узлов своей орбиты. Тень от Луны (в случае полного солнечного затмения) падает наиболее близко к экватору Земли; или тень от Земли наиболее полно поглощает Луну (в случае лунного затмения). Таким образом, Полное затмение — это показатель насколько ровно Солнце, Земля (по экватору) и Луна выстраиваются в одну линию (насколько ровно это получилось в цикле данного затмения). Частные солнечные и полутеневые лунные затмения означают, что затмение происходит, когда Луна находится на достаточном отдалении (в градусах) от одного из Узлов. И таким образом тень от Луны падает "мимо" Земли или очень близко к одному из полюсов Земли (для солнечного затмения); или тень от Земли почти не поглощает Луну (полутеневое лунное затмение).
Также следует различать понятия полных и кольцеобразных солнечных затмений. Затмения в любом случае происходят близи одного из Узлов, однако полные и кольцеобразные солнечные затмения различаются степенью отдаленности Луны от Земли в момент затмения и этот факт не зависит от Узлов. Луна, находясь наиболее близко к Земле в момент затмения, создает Полное солнечное затмение; находясь в отдалении от Земли, создает кольцеобразное солнечное затмение (пятно максимальной тени от Луны сфокусировано над поверхностью Земли).
Близость Луны к Узлам географически покажет близость тени к экватору Земли в момент затмения (где находится максимальная тень от Луны при солнечном затмении) или степень полноты покрытия Луны тенью от Земли при лунном затмении. В случае неполного покрытия или географического отсутствия точки максимальной тени от Луны на Земле — говорят о частном затмении и о достаточно большом отдалении в этот момент Луны от одного из Лунных Узлов. Поскольку это затмение — Луна действительно находится рядом с одним из Узлов, но недостаточно. Наиболее близко у одному из Узлов она будет при Полном или кольцеобразном затмении, то есть образуя географическую координату точки максимальной тени на поверхности Земли.
Степень полноты затмения на Земле (полное или кольцеообразное) определяется расстоянием Луны от Земли в момент затмения и не зависит от близости Луны к узлам. Степень близости Луны к одному из узлов своей орбиты в момент солнечного затмения будет показывать близость географического расположения максимальной тени от Луны к экватору Земли.

## Другие типы затмений
Кроме лунных и солнечных затмений, на небе происходят затмения других тел. Например, планеты могут затмевать звёзды. Подобные явления называются покрытиями.
Искусственные солнечные затмения получали в космосе, когда космический аппарат закрывал солнце, например эксперимент 1975 года во время полёта Союз — Аполлон.

## Роль затмений в культуре и науке человечества

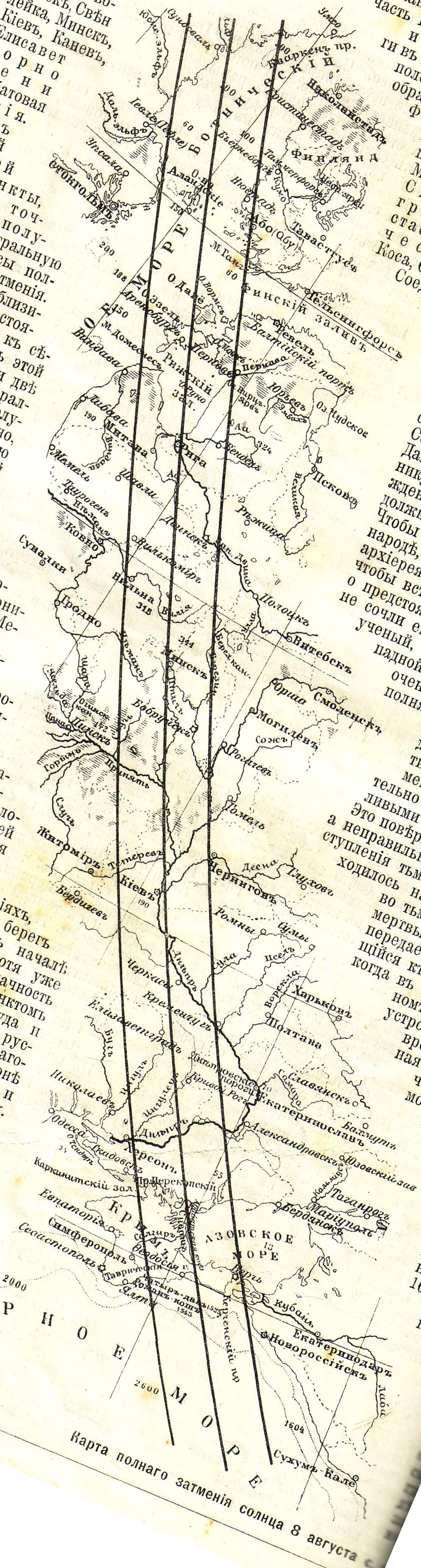
Затмение 8 августа 1914 года в России, прошедшее по местам будущих боевых действий ПМВ (началась 1 августа)

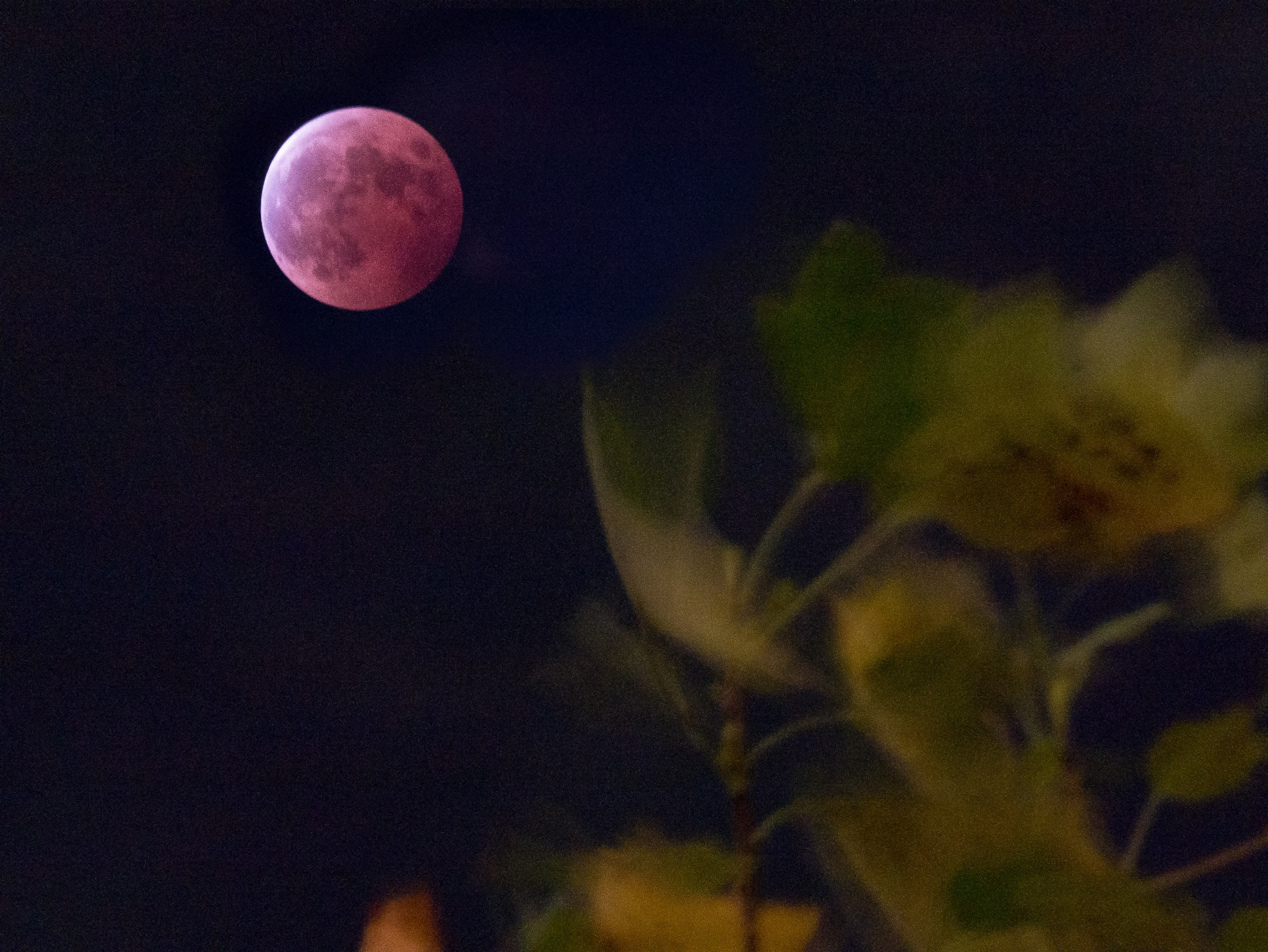
Лунное затмение над Токио, 8 октября 2014 года

С древнейших времён солнечные и лунные затмения, как и другие редкие астрономические явления, такие как появление комет, воспринимались как события негативные. Люди очень боялись затмений, так как они происходят редко и представляют собой непривычные и пугающие явления природы. Во многих культурах затмения считались предвестниками несчастий и катастроф (особенно это касалось лунных затмений, очевидно, из-за красного цвета затенённой Луны, ассоциировавшегося с кровью). В мифологии затмения связывались с борьбой высших сил, одна из которых желает нарушить установившийся порядок в мире («погасить» или «съесть» Солнце, «убить» или «залить кровью» Луну), а другая — сохранить его. Поверья одних народов требовали полной тишины и бездействия во время затмений, других, наоборот, активных колдовских действий для помощи «светлым силам». В какой-то мере такое отношение к затмениям сохранялось вплоть до новых времён, несмотря на то, что механизм затмений был уже давно изучен и общеизвестен.
Затмения дали богатый материал науке. В древности наблюдения затмений помогали изучать небесную механику и разбираться в строении Солнечной системы. Наблюдение тени Земли на Луне дало первое «космическое» доказательство факта шарообразности нашей планеты. Аристотель впервые указал на то, что форма земной тени при лунных затмениях всегда округлая, что доказывает шарообразность Земли. Солнечные затмения позволили приступить к изучению короны Солнца, которую невозможно наблюдать в обычное время. Во время солнечных затмений впервые были зафиксированы явления гравитационного искривления хода световых лучей вблизи значительной массы, что стало одним из первых экспериментальных доказательств выводов общей теории относительности. Большую роль в изучении внутренних планет Солнечной системы сыграли наблюдения их прохождений по солнечному диску. Так, Ломоносов, наблюдая прохождение в 1761 году Венеры по диску Солнца, впервые (за 30 лет до Шретера и Гершеля) открыл венерианскую атмосферу, обнаружив преломление солнечных лучей при вхождении и выходе Венеры с солнечного диска.

## Затмения в кино
- «Дни затмения».

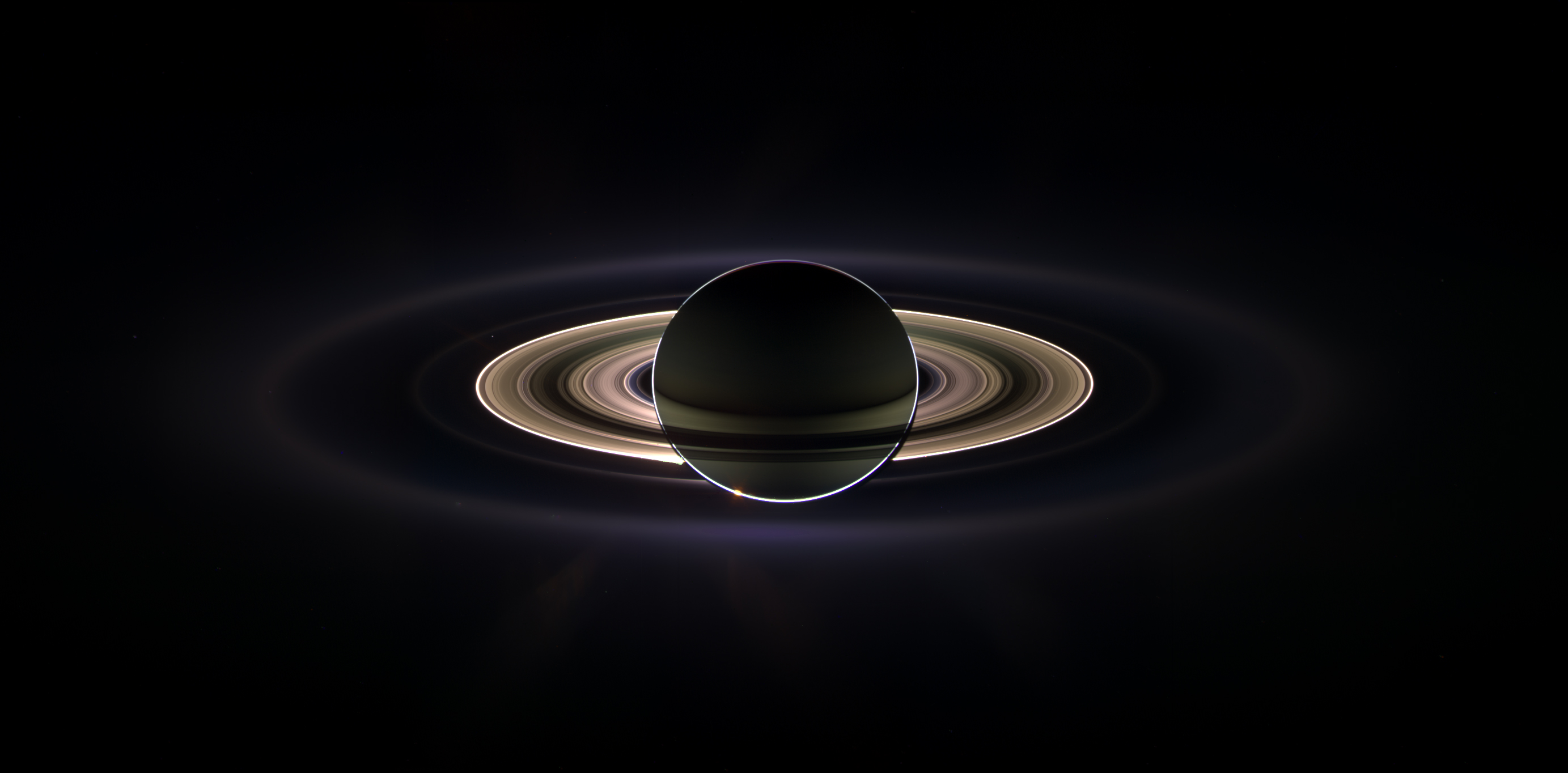
Затмение Солнца Сатурном 15 сентября 2006 года. Фото межпланетной станции Кассини с расстояния 2,2 млн км

- Затмению на другой планете посвящён фильм «Pitch Black» («Кромешная тьма»), называющийся в российском прокате «Чёрная дыра».
- Благодаря полному солнечному затмению спасся от смерти на жертвенном камне ацтекской пирамиды герой фильма Мэла Гибсона Апокалипсис.
- Книга Стивена Кинга «Долорес Клэйборн» описывает убийство во время полного солнечного затмения. По книге поставлен одноимённый фильм.